# Phleudecatoma cunninghamiae
Phleudecatoma cunninghamiae är en stekelart som beskrevs av Yang 1996. Phleudecatoma cunninghamiae ingår i släktet Phleudecatoma och familjen kragglanssteklar. Inga underarter finns listade i Catalogue of Life.